# Synagoge van Worms
De Synagoge van Worms is een van de oudste synagoges in Duitsland. Het eerste joodse gebedshuis werd reeds in 1034 gesticht, dat in de loop der geschiedenis herhaaldelijk verwoest en herbouwd werd. De synagoge behoort tegenwoordig tot de Joodse gemeente van Mainz en wordt veelvuldig in combinatie met de oude joodse begraafplaats bezocht.

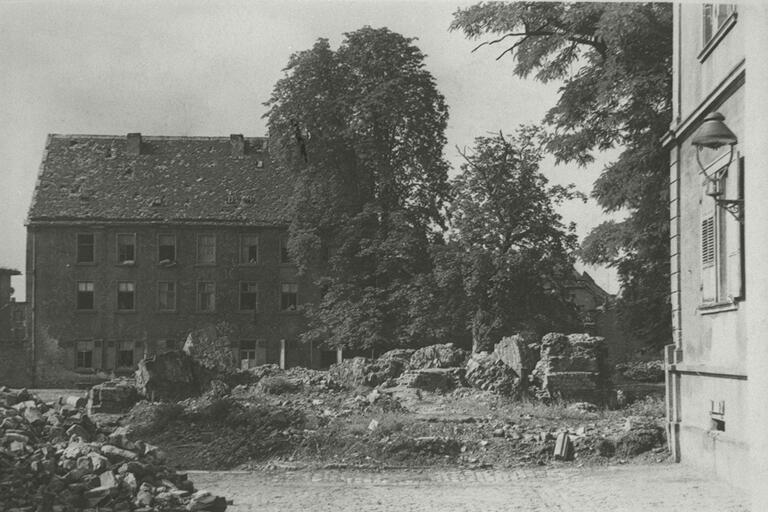
Het puin van de in de Tweede Wereldoorlog verwoestte synagoge

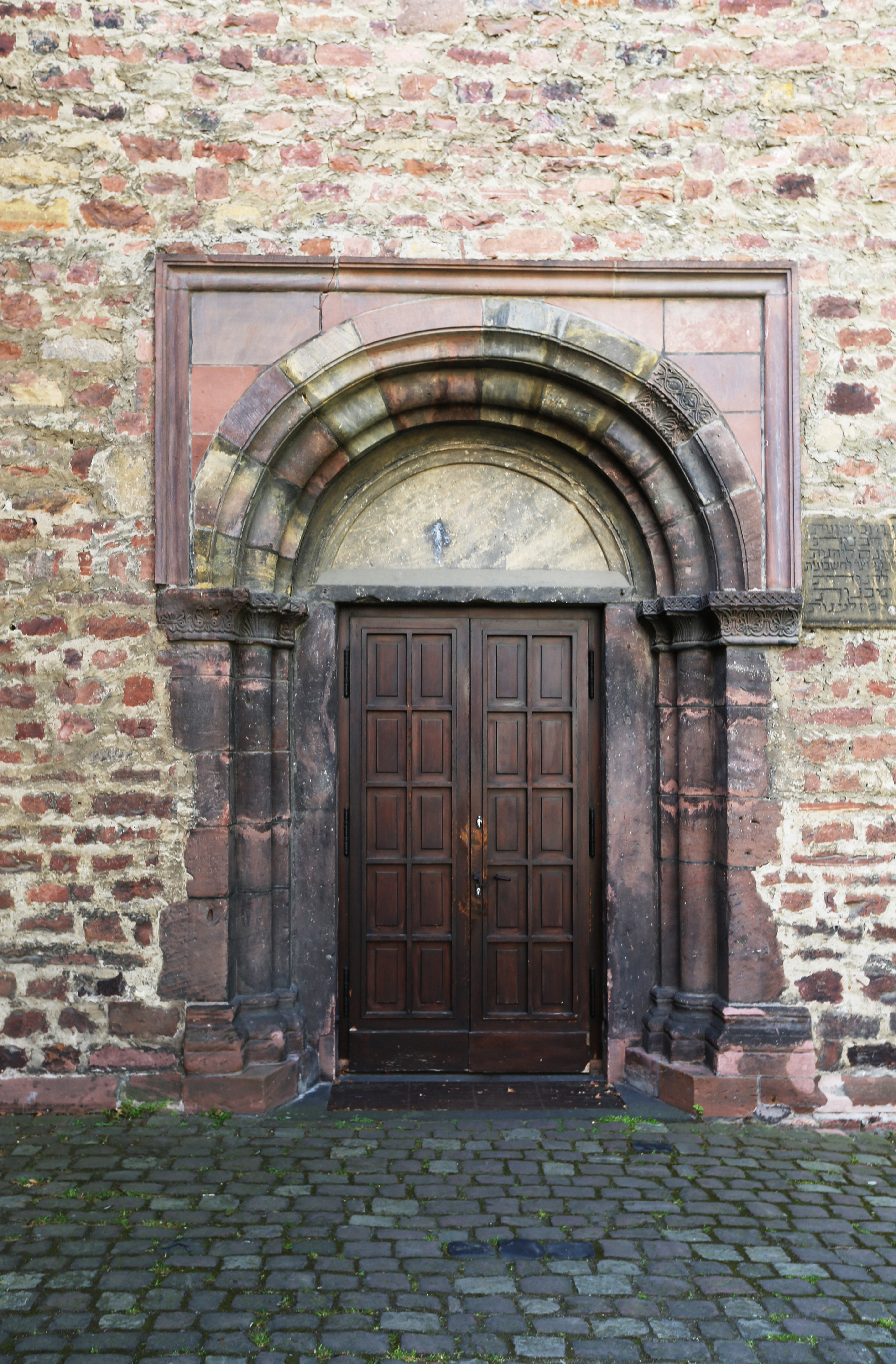
Romaans portaal

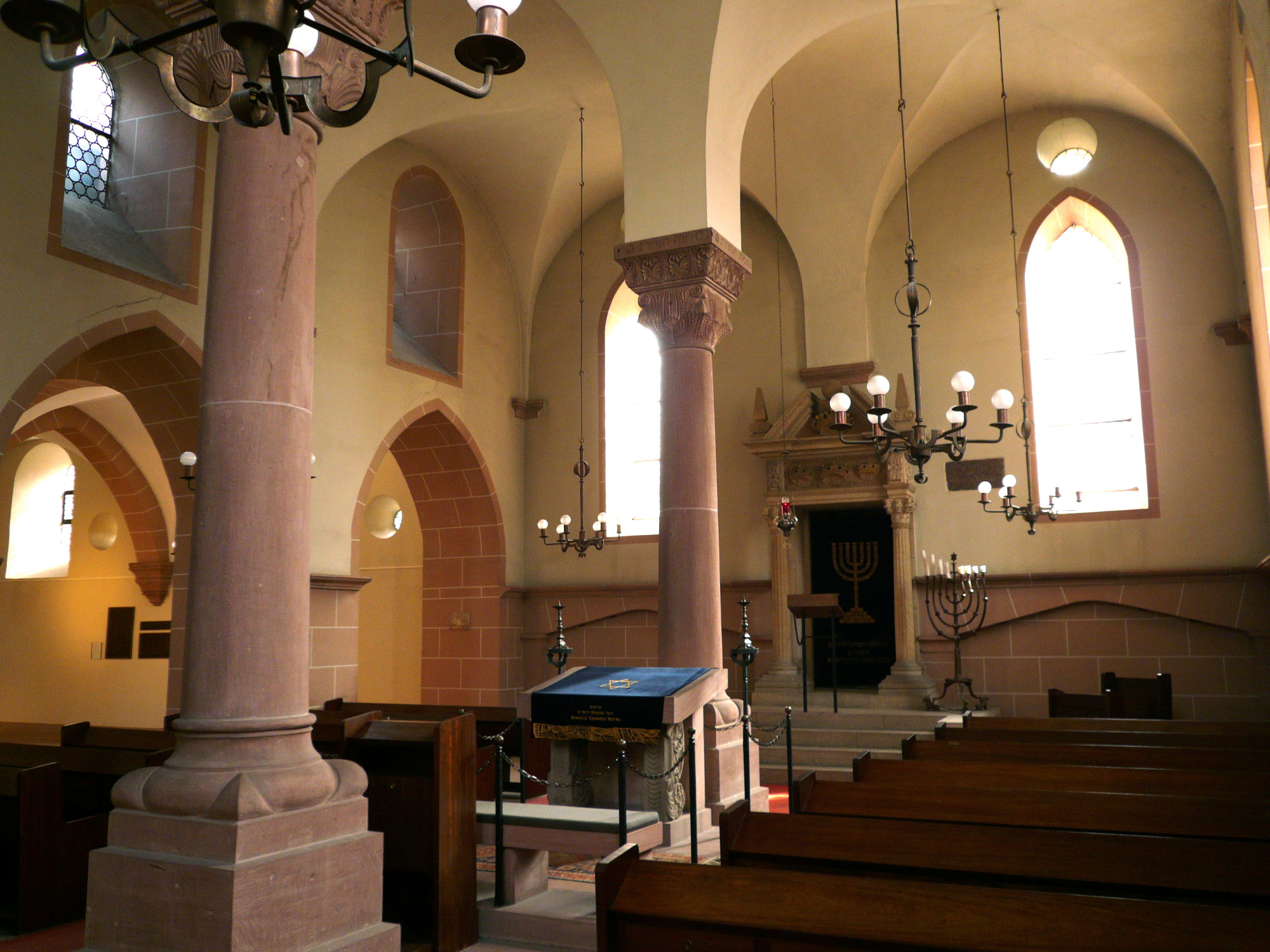
Interieur

## Geschiedenis
De eerste joodse gemeente in Worms ontstond waarschijnlijk in de 9e of 10e eeuw. Volgens een inschrift naast de ingang tot de synagoge voor mannen werd de eerste synagoge in 1034 door Jakob ben David en zijn vrouw Rahel mogelijk gemaakt. Pogroms, oorlog en stadsbranden verwoestten de synagoge herhaaldelijk, maar vroeger of later volgde steeds weer de herbouw. Bij de herbouw na 1355 werden gotische vormen voor de vensters en overwelving van het interieur toegepast. Een zware stadsbrand in 1689 leidde tot nieuwe verwoestingen en pas in 1700 volgde het herstel met een nieuwe inrichting.
Sinds het midden van de 19e eeuw werd de joodse gemeente steeds liberaler. Dit had tot gevolg dat in 1842 de scheidingsmuur tussen het mannen- en vrouwendeel werd afgebroken en in 1877 een orgel werd ingebouwd. Niet iedereen waardeerde de veranderingen en voor het orthodoxe deel van de gemeente liet de graanhandelaar Leopold Levy ten noorden van het Synagogenplatz de Levyse-synagoge bouwen, die in 1875 in gebruik werd genomen. Naar de wens van Levy bleef ook deze synagoge in eigendom van de joodse gemeente van Worms om verdere versplintering van de gemeenschap te voorkomen.
Tijdens de Kristallnacht werd de Wormser synagoge in brand gestoken. De nog bestaande muren werden in 1942 omgegooid. Bombardementen op de stad tegen het einde van de Tweede Wereldoorlog vernielden vervolgens wat er nog aan resten stond. Tussen 1938 en 1945 konden echter uit de ruïne enkele bouwdelen worden gered, waaronder het inschrift uit 1034.
De eerste ideeën rond de herbouw ontstonden al in 1947, echter het duurde nog tot 1958 vooraleer er met de wederopbouw werd begonnen. In 1961 werd, in aanwezigheid van bondsminister Heinrich von Brentano, de gereconstrueerde synagoge weer in gebruik genomen,
De orthodoxe synagoge overleefde de Kristallnacht grotendeels onbeschadigd, maar werd in 1945 bij de luchtaanval op Worms zwaar getroffen en in 1947 ten slotte afgebroken. Op de locatie staat sinds de jaren 1990 een woonhuis, dat op de uiterlijke vorm van de synagoge lijkt.
In mei 2010 werd er een aanslag op de synagoge gepleegd. Het op meerdere plaatsen aangestoken vuur kon door de brandweer snel worden geblust.

## Beschrijving
De synagoge voor mannen is een tweebeukige zaalbouw, die door twee romaanse zuilen wordt gedragen. In het midden van de zaal tussen de zuilen bevindt zich een moderne bima, aan de oostelijke muur ligt de deels in renaissance stijl uitgevoerde thoraschrijn, die in de jaren 1704-1705 een barokke bewerking kreeg.
De hoofdingang naar de synagoge ligt in de noordwestelijke hoek. De deurstijlen van de ingang zijn, net als de gereconstrueerde kapitelen van de zuilen, in romaanse vormen uitgevoerd en werden waarschijnlijk gemaakt door bouwlieden die aan de dom van Worms werkten. Aan drie zijden van de mannensynagoge zijn hoge gotische ramen, die bij de wederopbouw van 1355 de ossenogen van het oorspronkelijke gebouw vervingen.
De aansluitende vrouwensynagoge is beduidend bescheidener als de mannensynagoge. De bijna vierkante ruimte wordt door één centrale zuil gedragen. Tot 1842 werd het vrouwendeel van het mannendeel door een muur gescheiden, waarin zich vijf kleine vensters en een deur bevonden. Sindsdien vormen twee spitsbogen de doorgang tussen de beide bouwdelen.
Tegenwoordig wordt de mannensynagoge voor de eredienst gebruikt. In de vrouwensynagoge zijn plaquettes aangebracht ter nagedachtenis aan de tijdens de oorlog omgekomen leden van de joodse gemeente van Worms.